# 雨天的巴黎街道
《雨天的巴黎街道》（法语：Rue de Paris, temps de pluie），或译为《下雨的巴黎街道》、《潮湿天气的巴黎街景》等，是法国印象派画家古斯塔夫·卡耶博特创作于1877年的大幅油画画作，现陈列于芝加哥艺术博物馆。
它本归卡耶博特家族所有，1955年被小沃尔特·P·克莱斯勒买下，他又于1964年将其卖给芝加哥艺术博物馆。

## 画作地理背景
油画作者描绘了19世纪巴黎欧洲区的都柏林广场（place de Dublin），作者视角所在位置是都灵路（rue de Turin）南段东侧，画面方向正北偏西，画作中的街道从左至右依次为：
| 莫斯科路 北段     | rue de Moscou            | 左                 |
| 克拉佩龙路        | rue Clapeyron            | 中，灯柱所对       |
| 都灵路 北段       | rue de Turin             | 中右，夫妇伞把所对 |
| 圣彼得堡路 东南口 | rue de Saint-Pétersbourg | 右，妇人所对       |

## 画作相关

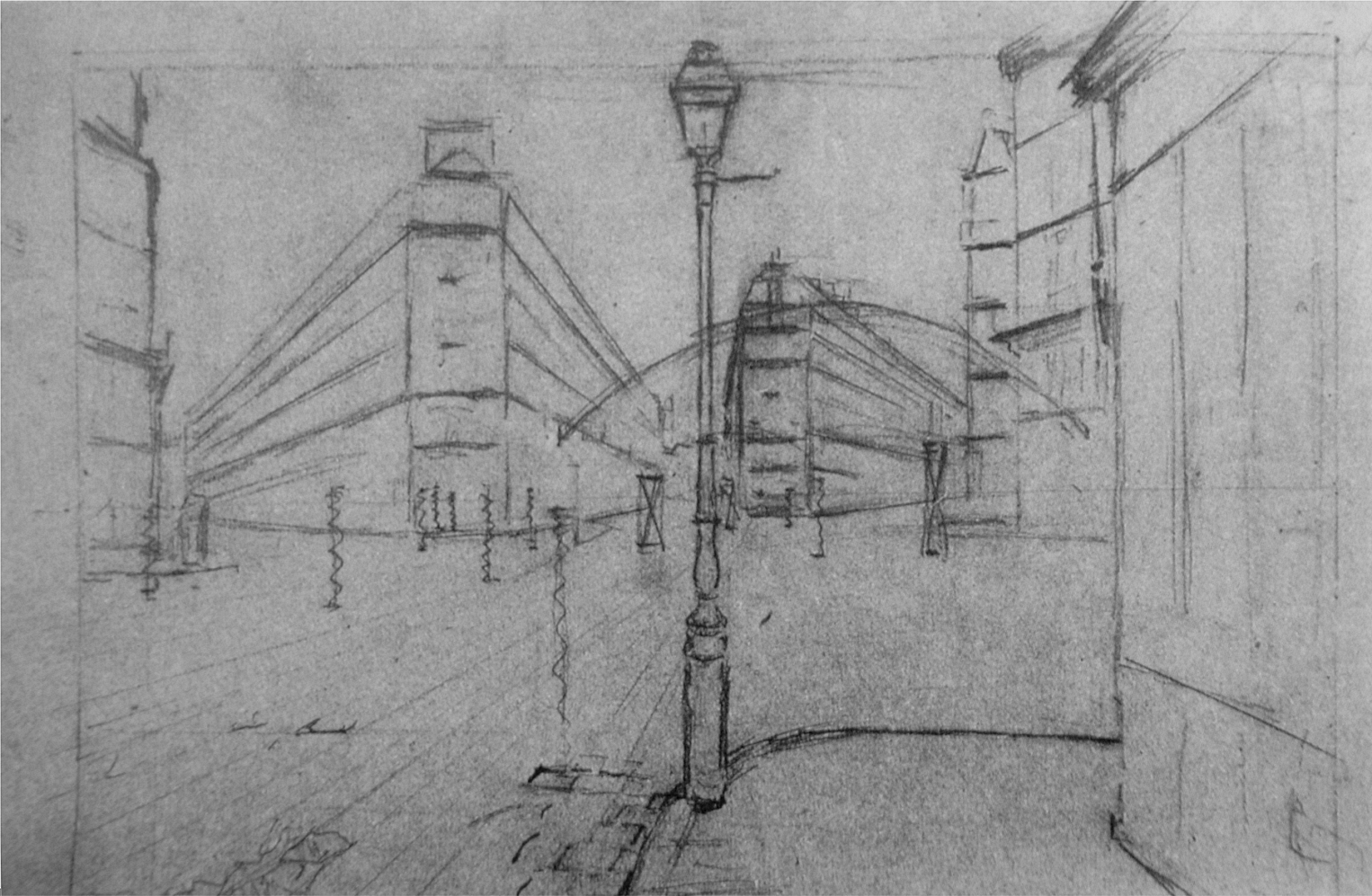
画作底稿（1877年）
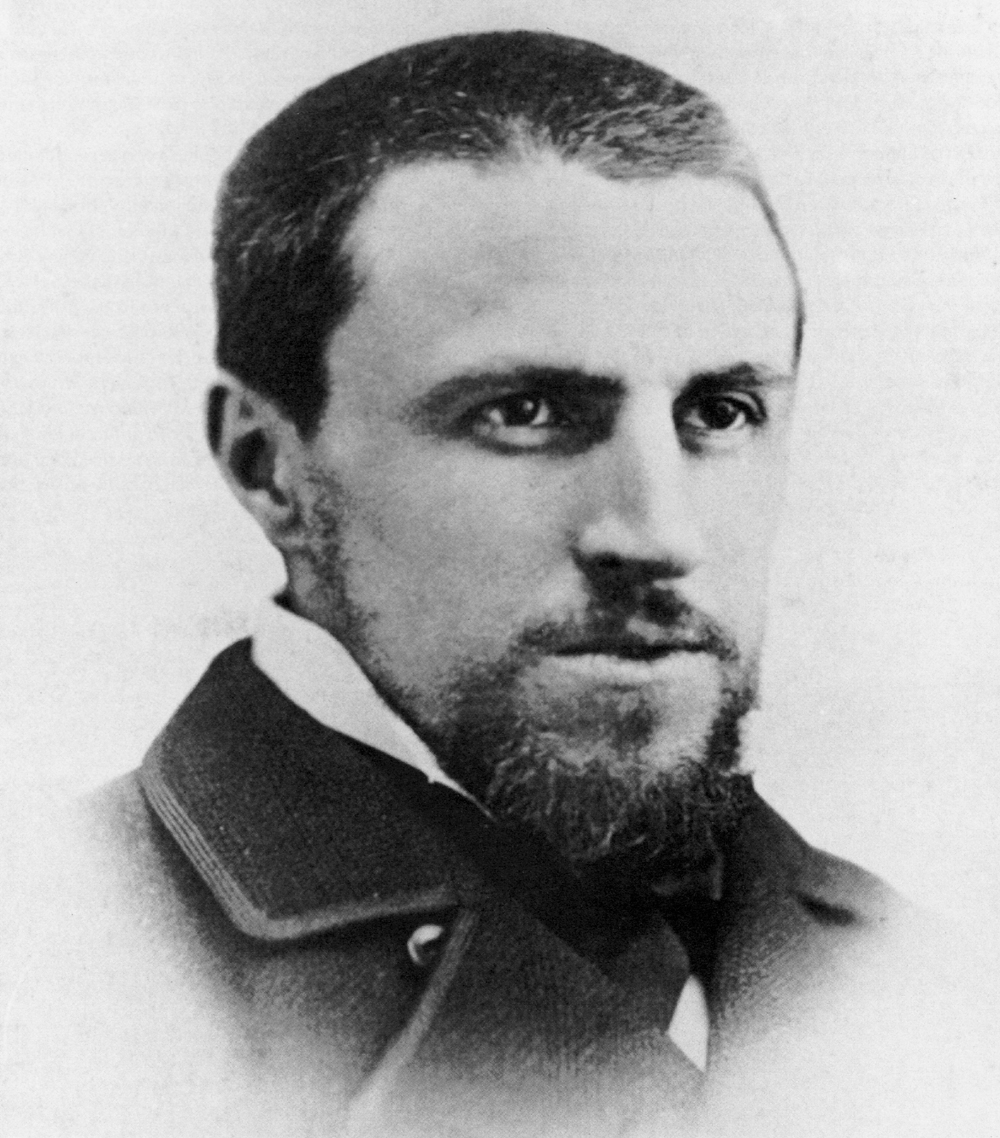
作者（1878年）
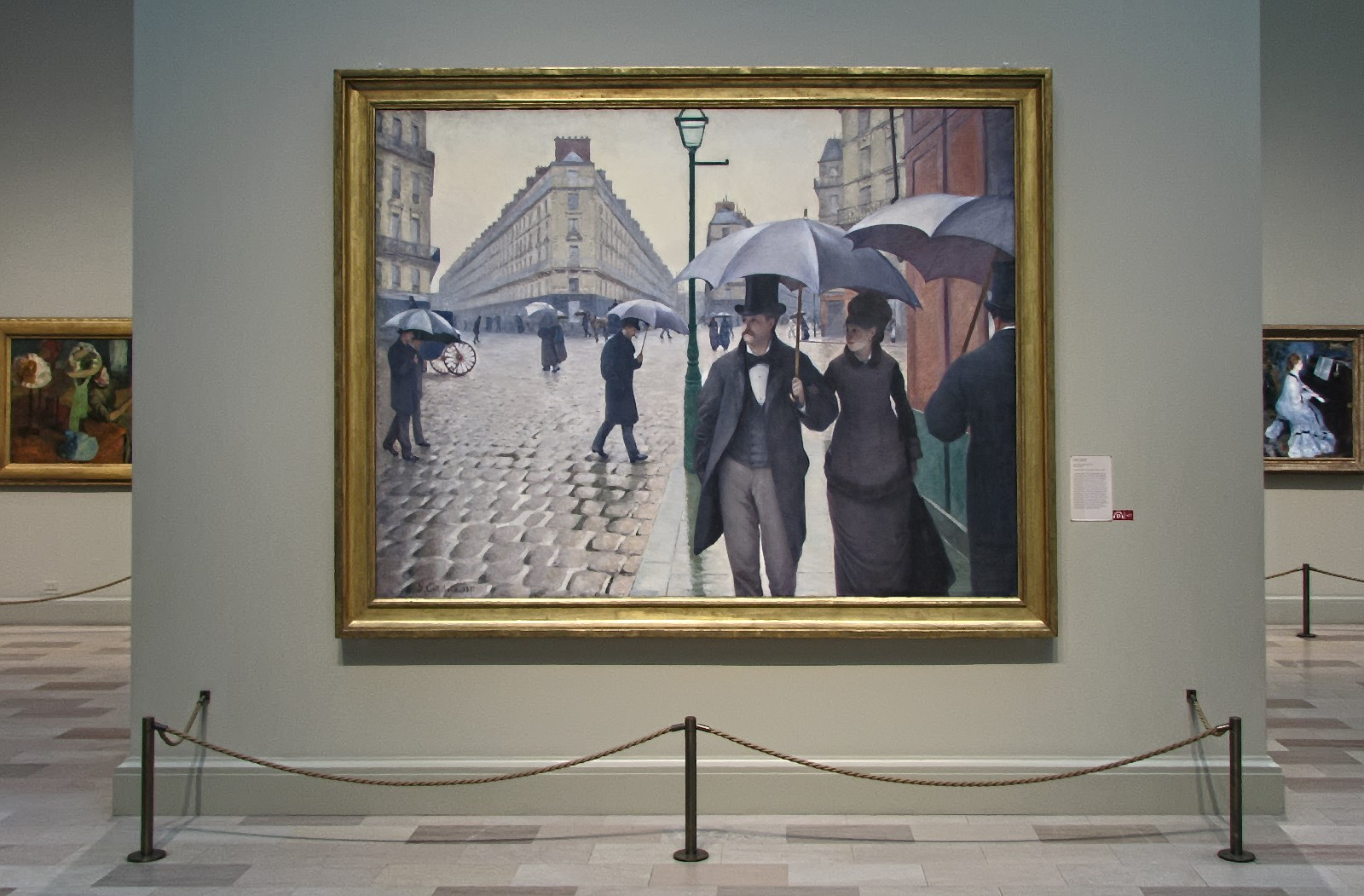
博物院原画陈列（2008年）
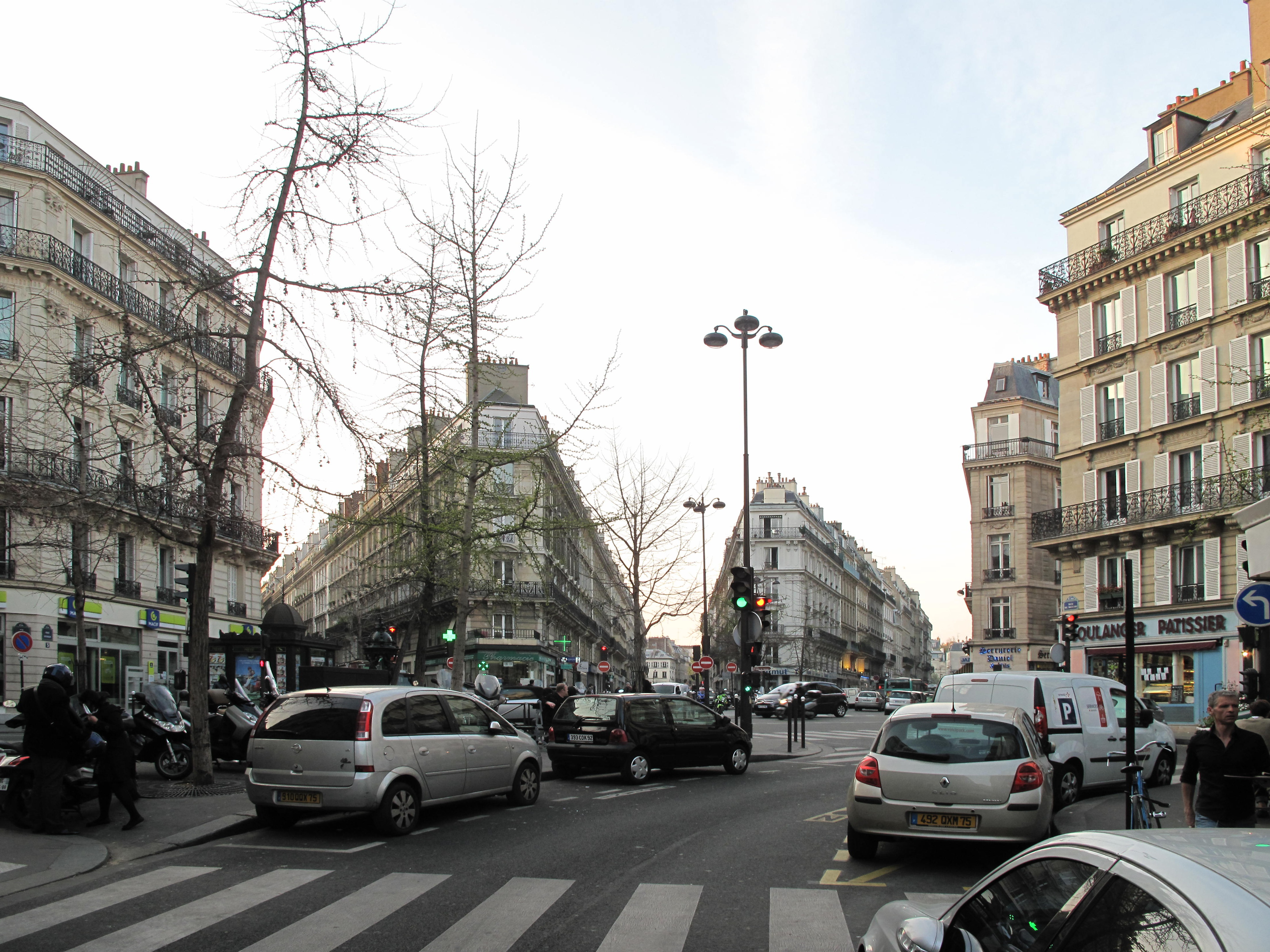
画中背景现代照（2011年）